# Метрологічна сумісність
Метрологічна сумісність (англ. metrological compatibility) — властивість   множини  результатів вимірювань певної вимірюваної величини, за якої абсолютне значення  різниці будь-якої пари виміряних значень величини, отримане з двох різних результатів вимірювань, менше за деяке вибране кратне стандартній невизначеності вимірювань цієї різниці .

## Критерій метрологічної сумісності
Результати метрологічно сумісні, якщо для будь-якої їх пари виконується умова
{\displaystyle |x_{1}-x_{2}|\leq k\cdot u{\bigl (}x_{1}-x_{2}{\bigr )}},
де {\displaystyle u{\bigl (}x_{1}-x_{2}{\bigr )}} - стандартна невизначеність різниці результатів  {\displaystyle x_{1}}, {\displaystyle x_{2}},
{\displaystyle k} - числовий множник.
В метрології добуток  {\displaystyle k\cdot u{\bigl (}x_{1}-x_{2}{\bigr )}} називається розширеною невизначеністю {\displaystyle U}, а множник {\displaystyle k} - коефіцієнтом охоплення. Тоді критерій метрологічної сумісності може бути записаний у вигляді:
{\displaystyle |x_{1}-x_{2}|\leq U}, 
тобто два результати метрологічно сумісні, якщо їх різниця не перевищує розширену невизначеність цієї різниці. 

### Незалежні результати вимірювань
Якщо результати вимірювань незалежні, то стандартна невизначеність різниці двох незалежних результатів вимірювань оцінюється за формулою
{\displaystyle u{\bigl (}x_{1}-x_{2}{\bigr )}={\sqrt {u^{2}{\bigl (}x_{1}{\bigr )}+u^{2}{\bigl (}x_{2}{\bigr )}}}}.
Тоді для випадку нормального розподілу їх різниці коефіцієнт охоплення дорівнює {\displaystyle k} = 2 для рівня довіри (довірчої ймовірності) 0.95, і критерій метрологічної сумісності набуває вигляду:
{\displaystyle |x_{1}-x_{2}|\leq 2\cdot {\sqrt {u^{2}{\bigl (}x_{1}{\bigr )}+u^{2}{\bigl (}x_{2}{\bigr )}}}}.

### Корельовані результати вимірювань
Для двох корельованих результатів вимірювань вираз для стандартної невизначеності їх різниці має вигляд:
{\displaystyle u{\bigl (}x_{1}-x_{2}{\bigr )}={\sqrt {u^{2}{\bigl (}x_{1}{\bigr )}+u^{2}{\bigl (}x_{2}{\bigr )}-2\cdot r\cdot u{\bigl (}x_{1}{\bigr )}\cdot u{\bigl (}x_{2}{\bigr )}}}},
{\displaystyle r} - коефіцієнт кореляції значень {\displaystyle x_{1}}, {\displaystyle x_{2}}.
Стандартна невизначеність різниці в порівнянні з випадком незалежних величин буде менша у разі прямої кореляції і більша – у разі оберненої кореляції, оскільки коефіцієнт кореляції в цьому випадку від'ємний.

## Використання
Метрологічна сумісність результатів вимірювань дає критерій для визначення, відносяться два результати вимірювання до однієї і тієї ж вимірюваної величини чи ні.  Якщо в серії вимірювань постійної величини результат вимірювання несумісний з іншими, це означає, що вимірювання некоректне або вимірювана величина змінилася за проміжок часу між вимірюваннями.
З поняттям метрологічної сумісності тісно пов'язані поняття прецизійності, збіжності та відтворюваності результатів вимірювань.